# کانادا جت‌لاینز
کانادا جت‌لاینز (به انگلیسی: Canada Jetlines) یک شرکت هواپیمایی است که در ۲۰۱۳ میلادی تأسیس شده‌است. دفتر مرکزی کانادا جت‌لاینز در ونکوور، بریتیش کلمبیا، کانادا واقع شده‌است و به ۳۷ مقصد، پرواز انجام می‌دهد.